# Colleen McCrory
Colleen McCrory (1949/1950 - ngày 01 tháng 7 năm 2007) là một nhà hoạt động môi trường của Canada 
Cô sinh ra tại New Denver, British Columbia. McCrory thành lập Wilderness Society Valhalla, một nhóm môi trường British Columbia, vào năm 1975.
McCrory đã tài trợ chiến dịch của mình lúc đầu qua một cửa hàng quần áo nhỏ ở New Denver. Tuy nhiên, sự tẩy chay của lâm tặc buộc cô dừng việc kinh doanh năm 1985 và lún sâu vào nợ nần.
Cô đã được trao giải thưởng bảo tồn của Tổng đốc của năm 1983 và giải thưởng Fred M. Packard International Parks Merit của IUCN năm 1988. Năm 1992, cô được nêu tên trên giải thưởng danh dự Global 500 Roll của Liên Hiệp quốc và trao Giải Môi trường Goldman.
Cô hoạt động như một ứng cử viên cho Đảng Xanh trong cuộc bầu cử năm 2001 của tỉnh British Columbia.
Những nỗ lực của McCrory đã đóng góp cho việc hình thành:
- Công viên tỉnh Valhalla trong khu vực Kootenay British Columbia [3]
- Khu bảo tồn Vườn Quốc gia Gwaii Haanas và trang Di sản thiên nhiên Haida ở quần đảo Queen Charlotte
- Chuỗi công viên tỉnh Goat ở núi Selkirk
- Khutzeymateen Grizzly Bear Sanctuary và khu bảo tồn Gấu trong Rừng nhiệt đới Great Bear trên bờ biển miền Trung British Columbia

McCrory chết vì khối u não tại nhà riêng ở Silverton, British Columbia vào năm 2007, ở độ tuổi 57.